# Jakub Strzelka
Jakub Strzelka (ur. 6 czerwca 1900 w Szatarpach, zm. 11 marca 1983) – polski robotnik i szewc, starszy szeregowiec Wojska Polskiego, inwalida wojenny, kawaler Orderu Virtuti Militari.

## Życiorys
Urodził się 6 czerwca 1900 w Szatarpach, w ówczesnym powiecie kościerskim Prus Zachodnich, w rodzinie Jakuba i Franciszki z Pałaszów. Od 7do 14 roku życia uczył się w szkole powszechnej w rodzinnej wsi, a później pracował jako robotnik. 6 czerwca 1918 został wcielony do armii niemieckiej i służył w niej do końca tego roku. Do czasu objęcia Pomorza działał w Polskiej Organizacji Wojskowej Zaboru Pruskiego.
16 lutego 1920 jako ochotnik wstąpił do Wojska Polskiego i został przydzielony do 10 kompanii III batalionu 66 pułku piechoty. Wyróżnił się w 30 i 31 lipca 1920 w walkach pod wsią Szumaki, nad rzeką Leśna i pod Brześciem. 18 września 1922 były dowódca III batalionu 66 pp kapitan Lucjan Józef Kępiński we wniosku na odznaczenie orderem „Virtuti Militari” napisał: „kiedy III/66 pp zmagał się z brygadą bolszewicką (177 i 187 pp) nacierającą na Brześć, st. szereg. Strzelka Jakub z 10 komp. mimo braku amunicji rzucił się pierwszy na nieprzyjaciela i w walce na białą broń, świecąc przykładem, przyczynił się do tego, że 1/2 kompanii została z powrotem odbita nieprzyjacielowi”. 18 września 1920 pod Horodcem został ciężko ranny. Został zwolniony z wojska jako inwalida wojenny (75% inwalidztwa – brak prawej kończyny dolnej od połowy uda, zastąpiona protezą).
Od 5 stycznia 1921 do 12 lutego 1923 przebywał w Wojskowym Zakładzie Leczniczo-Szkolnym dla Inwalidów Wojennych w Poznaniu, w którym nauczył się zawodu szewca. 7 sierpnia 1923 został zatrudniony w Wojskowym Zakładzie Mundurowym w Poznaniu, w charakterze obuwnika. 1 października 1928 został przeniesiony do Państwowych Zakładów Umundurowania Oddział Fabryczny w Poznaniu na takie samo stanowisko. 7 czerwca 1930 został zwolniony z powodu redukcji. Mieszkał w Poznaniu przy ul. Krauthofera 20a. Po zwolnieniu z pracy przeprowadził się z rodziną do Żabikowa na ul. Poznańską i zamieszkał jako lokator u Antoniego Białeckiego. Był bezrobotnym. Pobierał miesięcznie 80 zł renty inwalidzkiej oraz pensję za order Virtuti Militari w kwocie 300 zł rocznie. Był członkiem poznańskiej kompanii Legii Inwalidów Wojennych Wojsk Polskich im. gen. Józefa Sowińskiego i Oddziału Związku Strzeleckiego w Luboniu. Zmarł 11 marca 1983 i został pochowany na cmentarzu „Żabikowo” w Luboniu.
Był żonaty, miał czworo dzieci: Gertrudę (ur. 1924), Wojciecha (ur. 1926), Gabrielę (ur. 1932) i Aleksandrę (ur. 1935)

## Ordery i odznaczenia
- Krzyż Srebrny Orderu Wojskowego Virtuti Militari nr 252 – 21 października 1922[21][22][23][24][25]
- Medal Pamiątkowy za Wojnę 1918–1921[18]
- Medal Dziesięciolecia Odzyskanej Niepodległości[18]